# Казир
Казир (рос. Казыр, тув. — «злий», «лютий») — річка в Красноярському краї та Іркутській області Росії. При злитті з річкою Амил утворює річку Туба (басейн Єнісею). Інша назва — Боло.
Довжина — 388 км. Площа басейну — 20 900 км². Бере початок і протікає в межах Східного Саяну та його відрогів. Долина переважно вузька, багато порогів (Базибайський, Верхній Китатський, Убінський). Нижче впадання річки Кизар долина розширюється, русло розбивається на численні протоки. Середньорічна витрата води в 40 км від гирла — 317 м³/с.

## Гідрологія
Живлення снігове та дощове. Замерзає в період з кінця жовтня - першої половини листопада, розкривається в другій половині квітня — початку травня.